# Dhar (stad)
Dhar, of de historische stad Dhara Nagari, is gelegen in de regio Malwa, deelstaat Madhya Pradesh in Centraal-India.
Dhar is de hoofdplaats van het gelijknamige district, ligt op ongeveer 50 km van Mhow, tussen de meren en bossen, en telt ongeveer 75.000 inwoners.

## Geschiedenis
De stad, waarvan de naam is afgeleid van Dhara Nagari (de stad van de zwaardbladen), is zeer oud. Aan het eind van de 9e eeuw werd Dhar de hoofdstad van de Paramara-heerser van Malwa Vairisimha II in plaats van Ujjain. Tijdens de heerschappij van de Paramara-dynastie was Dhar in heel India beroemd als een centrum van cultuur en wetenschap, speciaal onder koning Bhoj (1010-1060). De stad werd in de 14de eeuw veroverd door Muhammad Khilji, de sultan van Delhi.
Dilawar Khan, die in 1319 tot gouverneur was benoemd, maakte de stad kort daarna de facto onafhankelijk van de Sultan van Delhi. Te zijner ere werd het Lat Masjid monument gebouwd. Zijn zoon Hoshang Shah werd de eerste moslimvorst van Malwa. Hij had zijn hoofdstad in Mandu. In de tijd van Akbar werd Dhar opgenomen in het Mogolrijk. In 1730 veroverden de Maratha's de stad.